# Bataille de Rouen (946)
 (avril 2009).
Si vous disposez d'ouvrages ou d'articles de référence ou si vous connaissez des sites web de qualité traitant du thème abordé ici, merci de compléter l'article en donnant les références utiles à sa vérifiabilité et en les liant à la section « Notes et références ».
Pour les articles homonymes, voir Bataille de Rouen.
La bataille de Rouen eut lieu en 946 entre le roi de France Louis IV d'Outremer, l'empereur Otton Ier du Saint-Empire et leurs alliés d'une part, et Hugues le Grand, duc des Francs, et ses alliés d'autre part. Parmi eux, le duc de Normandie qui se présente alors comme un seigneur puissant face aux souverains européens.

## Déroulement
En 946, une guerre, selon la chronique de Dudon de Saint-Quentin, se déroule entre deux groupes de seigneurs. D'un côté, le roi de France Louis IV d'Outremer, Arnoul Ier, comte de Flandre et l'empereur Otton Ier. De l'autre, Hugues le Grand, duc des Francs, et Richard Ier, duc de Normandie.
Les coalisés tentent au départ de s’emparer de Paris. Ils échouent devant la défense d’Hugues le Grand. Ayant connu l’échec, les coalisés décident de se venger en allant piller Rouen et essayer de capturer Richard de Normandie. Pour les coalisés, les Normands sont faibles et la campagne de Rouen ne sera sûrement qu’une « balade militaire ». Ils se trompent lourdement. Afin d’aller piller Rouen et de capturer le duc de Normandie, une puissante armée germanique, dirigée par le neveu d’Otton, s’avance sans méfiance vers l’entrée de Rouen. Alors qu'ils s’apprêtaient à pénétrer dans la ville, Richard, bien renseigné par ses espions, sort de Rouen avec ses chevaliers normands, les prend à revers et les écrase. Les Normands firent un tel massacre des germaniques que la bataille fut surnommée « Rougemare » (« la mare rouge », « la mare ensanglantée », « la mare de sang »). Encore aujourd’hui, une place de Rouen porte le nom de place de la Rougemare. Dans la bataille, le neveu d’Otton est tué.
Apprenant ce désastre, les coalisés prennent enfin les Normands au sérieux et viennent assiéger Rouen avec toutes leurs forces. En infériorité numérique, Richard se prend au jeu de la ruse. Ne pouvant pas affronter ses adversaires tous en même temps, Richard décide de se débarrasser d'eux séparément, avec méthode. Il envoie s’introduire dans le camp flamand des agents doubles qui réussissent à faire croire au comte de Flandre que l’Empereur Otton négocie avec le duc de Normandie sans s’occuper de l’avis des Flamands. Vexé par cette assertion, le comte de Flandre abandonne le siège de Rouen et se retire.
Il reste encore deux adversaires, les Germaniques d’Otton et les Français de Louis d’Outremer. Richard porte alors son attention sur les Germaniques. Envoyant des chevaliers normands égorger des avant-postes ennemis en pleine nuit, à la façon commando, Richard réussit à créer des « terreurs paniques » chez l'adversaire, ce qui a le don d’affecter considérablement le moral de l’empereur Otton. Définitivement dégoûté de sa campagne de France, Otton se retire à son tour et regagne la Germanie. Resté seul, Louis d’Outremer se retire à son tour, non sans devoir lutter contre les innombrables attaques des paysans normands de la région.

## Conséquences
La révolte d’Hugues le Grand contre le roi de France marque la montée en puissance de sa famille qui aboutira à l’élection de son fils Hugues Capet au trône de France.